# 松坂峠 (岩手県・秋田県)
松坂峠（まつさかとうげ）は、岩手県和賀郡西和賀町から秋田県仙北郡美郷町を結ぶ峠である。別称、善知鳥越（うとうごえ）。

## 概要
岩手・秋田県境の真昼岳（1060m）の南尾根を越える峠。出羽国仙北郡千屋村（現 美郷町）善知鳥川上流から、善知鳥・女神・真昼分岐、兎平（うさぎだいら）を経て、本内川の上流をたどり陸奥国和賀郡沢内村太田に抜ける峠道。
「出羽国一国絵図」（正保4年）では、「千屋村の内椌村 から国見峠 南部領 太田村江出ル 難所馬足不立」 と記述されている。岩手県側では、馬坂峠（まさかとうげ）、真坂嶺とも呼ばれた。
藩政時代は生活物資を運搬するルートで、久保田（秋田）藩において、善知鳥は千屋最東の集落であり盛岡藩領への出口で交通上の要所であり、善知鳥川上流の向沢 - 水沢間の尾根（松坂道）はキリシタンの山越えの道として知られるため、番所が置かれていた。また、盛岡藩では、元禄12年に太田番所が置かれた。（郷村古実見聞記）

## 参考資料
- 「角川日本地名大辞典」編纂委員会『角川日本地名大辞典 3 岩手県』角川書店、1985年3月8日。ISBN 4-04-001030-2。
- 「角川日本地名大辞典」編纂委員会『角川日本地名大辞典 5 秋田県』角川書店、1980年3月8日。ISBN 4-04-001050-7。
- 新・分県登山ガイド『２ 岩手県の山』山と渓谷社、2006年6月10日。ISBN 4-635-02302-8。